# Алиханян, Исаак Семёнович
Исаак Семёнович Алиханян (арм. Իսահակ Ալիխանյան; 26 января (7 февраля) 1876, Душети, Кутаисская губерния, Российская империя (ныне Душетский муниципалитет, край Мцхета-Мтианети Грузия) ‒ 15 марта 1946, Тбилиси, Грузинская ССР) — советский театральный актёр, режиссёр, народный артист Армянской ССР (1923) и Грузинской ССР (1941).

## Биография
Сценическую деятельность начал в 1897 году, в 1897—1905 гг. — актёр армянских театров. Играл в труппе Г. Аветяна. Выступал на сценах театров в Ростове-на-Дону (1903—1906, 1906—1907), Баку (1907—1909). В 1910—1921 гг. играл в Тифлисском армянском драматическом театре имени С. Шаумяна.
В 1921 году участвовал в организации Первого государственного театра Армении им. Г. Сундукяна в Эривани.
С 1922 года — актёр Тифлисского армянского театра (ныне Тбилисский государственный армянский драматический театр имени П. Адамяна).
И. Алиханян был последователем психологической актёрской школы, претворял в своём творчестве прогрессивные традиции армянского и русского театрального искусства.
Поставил на театральных сценах около 25 пьес.
Отец генетика, Заслуженного деятеля науки и техники РСФСР Соса Исааковича Алиханяна.
Умер в Тбилиси. Похоронен в Пантеоне Ходживанка.

## Избранные роли
- Освальд («Привидения» Ибсена),
- Инок («Старые боги» Шанта),
- Хлестаков («Ревизор» Гоголя),
- Мышкин («Идиот» по одноименному произведению Достоевского),
- Протасов («Живой труп» Л. Н. Толстого),
- Царь Фёдор Иоаннович (одноименное произведение А. К. Толстого),
- Барон («На дне» Горького),
- Незнамов («Без вины виноватые» А. Н. Островского),
- Платон Кречет (одноименное произведение Корнейчука),
- Ашот Еркат («Геворг Марзпетуни» Мурацана) и др.

## Награды
- Народный артист Армянской ССР (1923)
- Народный артист Грузинской ССР (1941)
- Его именем была названа улица в Авлабари (районе Тбилиси).